# Costa d’en Blanes
Costa d'en Blanes – miejscowość w Hiszpanii, na Balerach, na Majorce, w comarce Serra de Tramuntana, w gminie Calvià.
Według danych INE z 2005 roku miejscowość zamieszkiwało 1860 osób. Numer kierunkowy to +34.